# Великий Двор (Макачевский сельсовет)
Вели́кий Двор — деревня в Вытегорском районе Вологодской области.
Входит в состав Андомского сельского поселения (с 1 января 2006 года по 9 апреля 2009 года входила в Макачевское сельское поселение), с точки зрения административно-территориального деления — в Макачевский сельсовет.
Расстояние до районного центра Вытегры по автодороге — 46 км, до центра муниципального образования села Андомский Погост по прямой — 13 км. Ближайшие населённые пункты — Веселково, Желвачево, Шлобино.
По переписи 2002 года население — 41 человек (17 мужчин, 24 женщины). Всё население — русские.